# Hoofdklasse hockey dames 1981/82
Het seizoen 1981/82 is de 1ste editie van de dameshoofdklasse waarin onder de KNHB-vlag om het landskampioenschap hockey werd gestreden. 
Voor het eerst in de geschiedenis van het Nederlandse hockey zijn nu ook de sterkste damesclubs vertegenwoordigd in één competitie. Voor de dameshoofdklasse plaatsten zich alle 8 deelnemende clubs van de kampioenscompetitie in het voorgaande seizoen, aangevuld met 4 clubs uit de promotiecompetities. 
HGC werd landskampioen, Groningen en Gooische degradeerden rechtstreeks.

## Eindstand
Na 22 speelronden was de eindstand:
| #  | Club         | GS | W  | G | V  | P  | DV      | DT      | DS  |
| -- | ------------ | -- | -- | - | -- | -- | ------- | ------- | --- |
| 1  | HGC          | 22 | 18 | 2 | 2  | 38 | 57 - 18 | 57 - 18 | +39 |
| 2  | Amsterdam    | 22 | 16 | 5 | 1  | 37 | 81 - 18 | 81 - 18 | +63 |
| 3  | Hilversum    | 22 | 9  | 9 | 4  | 27 | 37 - 29 | 37 - 29 | +8  |
| 4  | EMHC         | 22 | 9  | 6 | 7  | 24 | 27 - 26 | 27 - 26 | +1  |
| 5  | Oranje Zwart | 22 | 8  | 6 | 8  | 22 | 32 - 38 | 32 - 38 | -6  |
| 6  | Nijmegen     | 22 | 9  | 3 | 9  | 21 | 22 - 26 | 22 - 26 | -4  |
| 7  | Were Di      | 22 | 8  | 5 | 9  | 21 | 22 - 37 | 22 - 37 | -15 |
| 8  | Upward       | 22 | 6  | 6 | 10 | 18 | 25 - 31 | 25 - 31 | -6  |
| 9  | Bloemendaal  | 22 | 5  | 5 | 12 | 15 | 16 - 34 | 16 - 34 | -18 |
| 10 | GHBS         | 22 | 3  | 8 | 11 | 14 | 15 - 33 | 15 - 33 | -18 |
| 11 | Groningen    | 22 | 3  | 8 | 11 | 14 | 15 - 30 | 15 - 30 | -15 |
| 12 | Gooische     | 22 | 4  | 5 | 13 | 13 | 21 - 53 | 21 - 53 | -32 |

### Legenda
| Afk.      | Betekenis                                               |
| --------- | ------------------------------------------------------- |
| GS        | aantal gespeelde wedstrijden                            |
| W         | aantal gewonnen wedstrijden                             |
| G         | aantal gelijk gespeelde wedstrijden                     |
| V         | aantal verloren wedstrijden                             |
| P         | totaal aantal punten                                    |
| DV        | aantal gemaakte doelpunten                              |
| DT        | aantal doelpunten tegen                                 |
| DS        | doelsaldo                                               |
| HGC       | HGC en Amsterdam plaatsen zich voor de Europacup I 1983 |
| Groningen | Groningen en Gooische zijn rechtstreeks gedegradeerd    |

Nederlands landskampioenschap

1921/22 ·
1922/23 ·
1923/24 ·
1924/25 ·
1925/26 ·
1926/27 ·
1927/28 ·
1928/29 ·
1929/30 ·
1930/31 ·
1931/32 ·
1932/33 ·
1933/34 ·
1934/35 ·
1935/36 ·
1936/37 ·
1937/38 ·
1938/39 ·
1939/40 ·
1940/41 ·
1941/42 ·
1942/43 ·
1943/44 ·
1944/45 ·
1945/46 ·
1946/47 ·
1947/48 ·
1948/49 ·
1949/50 ·
1950/51 ·
1951/52 ·
1952/53 ·
1953/54 ·
1954/55 ·
1955/56 ·
1956/57 ·
1957/58 ·
1958/59 ·
1959/60 ·
1960/61 ·
1961/62 ·
1962/63 ·
1963/64 ·
1964/65 ·
1965/66 ·
1966/67 ·
1967/68 ·
1968/69 ·
1969/70 ·
1970/71 ·
1971/72 ·
1972/73 ·
1973/74 ·
1974/75 ·
1975/76 ·
1976/77 ·
1977/78 ·
1978/79 ·
1979/80 ·
1980/81
Hoofdklasse dames

1981/82 · 
1982/83 · 
1983/84 · 
1984/85 · 
1985/86 · 
1986/87 · 
1987/88 · 
1988/89 · 
1989/90 · 
1990/91 · 
1991/92 · 
1992/93 · 
1993/94 · 
1994/95 · 
1995/96 · 
1996/97 · 
1997/98 · 
1998/99 · 
1999/00 · 
2000/01 · 
2001/02 · 
2002/03 · 
2003/04 · 
2004/05 · 
2005/06 · 
2006/07 · 
2007/08 · 
2008/09 · 
2009/10 · 
2010/11 · 
2011/12 · 
2012/13 ·
2013/14 ·
2014/15 ·
2015/16 ·
2016/17 ·
2017/18 ·
2018/19 ·
2019/20 ·
2020/21 ·
2021/22 ·
2022/23 ·
2023/24 ·
2024/25 ·
Nederlandse competities: Hoofdklasse (zaal) · Promotieklasse · Overgangsklasse · Eerste klasse · Tweede klasse · Derde klasse · Vierde klasse · Gold Cup · Silver Cup

Nederlands kampioenschap: Lijst van Nederlandse landskampioenen hockey · Lijst van Nederlandse landskampioenen zaalhockey

Europese competities: Euro Hockey League · Europacup I · Europa Cup II · Europacup zaalhockey